# 情報産業
情報産業（じょうほうさんぎょう）とは存在する産業の分類の一つ。
情報産業とされている産業は、情報を生産、収集、加工、提供するなどといった形で業務を行っている。
たとえばコンピューターや通信などを活用した情報サービスを行っている産業がこれである。加えてコンピューターのハードウェア、ソフトウェア、さらにはこれらに関するサービスを行っている産業のことも情報産業とされる場合もある。また電気通信、出版、放送、広告、コンサルタントまでも情報産業とする場合もある。
1963年に民族学者の梅棹忠夫が「情報産業論」を『放送朝日』昭和38年1月号に載せ、間もなく『中央公論』に転載されてセンセーションを巻き起こす。今では当たり前の言葉になった「情報産業」という言葉をこの時初めて用いた。